# Pterospermum lanceifolium
Pterospermum lanceifolium là một loài thực vật có hoa trong họ Cẩm quỳ. Loài này được Roxb. miêu tả khoa học đầu tiên năm 1832.